# Katenrauch

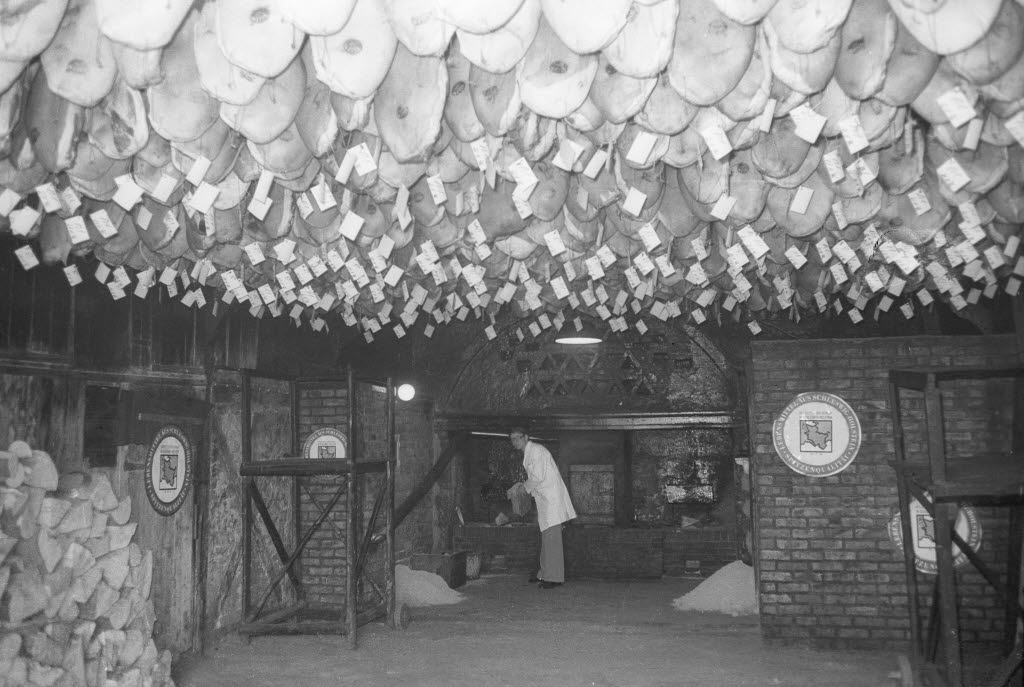
Katenschinkenräucherei in Kiel-Russee (1976)

Als Katenrauch bezeichnet man ein Räucherverfahren. Es entstand im ländlichen Raum Norddeutschlands, wo man die Häuser von Kleinbauern als Katen bezeichnet.
Ursprünglich wurde beim Räuchern Schinkenfleisch und Wurst (typisch Rohwurst) in den Wohn- und Küchenraum gehängt, und im abziehenden Rauch vom offenen Herd- und Kaminfeuer langsam für 3 bis 8 Wochen kalt geräuchert. Nach der Modernisierung von Gebäuden der Landbevölkerung mit geschlossenen Feuerstellen wurde das Verfahren in extra Räucherkaten, Räucherkammern oder Räucheröfen durchgeführt.
Typische Produkte sind:
- Katenschinken, z. B. Holsteiner Katenschinken
- Rohwurstsorten, z. B. Katenwurst, Katenrauchwurst und Katenrauchmettwurst